# 菅谷八郎右衛門
菅谷 八郎右衛門（すげのや はちろうえもん）は、江戸時代後期の下野烏山藩家老。二宮尊徳を推挙し「烏山仕法」と呼ばれる財政再建を推進したことで知られる。

## 生涯

### 生い立ち
三河国刈谷藩に仕える矢野家に生まれる。烏山藩大久保家の重臣菅谷家の養子となり、八郎右衛門の名を継いだ。

### 家老への抜擢
烏山藩大久保家6代藩主・大久保忠保の時代、危機的な藩財政を抱える中で天保の大飢饉に見舞われた藩は、荒廃した農地の開発を進めることで米の確保・増収を図った。天保5年（1834年）7月、菅谷は家老に登用された。また、菅谷とは師檀関係で昵懇の間柄であった天性寺の円応和尚に荒地開発・新百姓取立を委ねた。菅谷と円応は7年間の荒地開発計画を立案したが、
天保7年（1836年）は再び凶年となり、菅谷と円応の開発計画も頓挫した。

### 尊徳と出会う
菅谷は文政末年に下男の話から二宮尊徳（二宮金次郎）の存在を知り、その報徳仕法（財政再建策）にも関心をもっていた。天保7年（1836年）9月初旬に円応が尊徳に面会して仕法帳面を借用しており、これを見た菅谷は「古今これ無き良法」と感銘を受けた。9月23日、江戸に向かう途中で菅谷は下野桜町領に立ち寄り、二宮尊徳と面会した。江戸に到着した菅谷は尊徳を推挙し、10月4日に忠保は尊徳への仕法依頼を決定。11月2日、忠保の直書を携えた菅谷は二宮尊徳に正式に仕法を依頼した。天保8年（1837年）1月、菅谷は代官らと各村を回り、荒地開発や水利施設の普請などを呼びかけた。藩財政の再建を目指した本格的な「仕法」の開始である。烏山の農民や藩士にもおおむね好感を持って迎えられた。

### 藩内抗争と失脚
一方、資金の配分をめぐり藩内では対立も生じ始めていた。扶持米も支給されない状態の藩士の困窮ももはや無視できない状態であり、円応和尚は尊徳に藩士救済のため資金を借りているが、その返済もままならない状況で11月28日に死去した（仕法実施を調査するため相模烏山領に出張した際に疫病にかかり、烏山に帰国後死去）。大坂商人からの借財の返済も6年余り放置しており、江戸家老で藩の勝手方にも発言力があった大石総兵衛は、これ以上返済を滞らせることで資金調達が不可能になることを恐れ、借金返済を優先するよう主張した。
天保9年（1838年）頃には藩内では仕法への熱意が失速し、飢饉による当座の危難をしのぐ手立てが得られたという認識のもと大石は藩内での発言力を強めるようになった。11月10日には大石・菅谷・大久保次郎左衛門・米田右膳の4家老の寄合で「御法替」（政策変更）が論じられ、菅谷は激しく非難された上に隠居を命じられた。なお、隠居処分を受けた菅谷は、武具や衣類、田畑、家屋敷を仕法金として拠出した。翌天保10年（1839年）末には仕法が中止されるが、これは代官層や村役人らの強い反発を受け、藩内抗争が発生した。こうした状況下、菅谷は藩に無断で尊徳の許に赴いたことを理由として、天保11年（1840年）12月11日に領外追放に処せられた。追放された菅谷は、下野国塩谷郡鴻野山（現在の那須烏山市鴻野山）の大庄屋・郡司十郎兵衛の許に身を寄せた。

### 藩政への復帰と仕法の頓挫
天保12年（1841年）に入ると、大石の財政施策の頓挫を受け、藩の世論は仕法再開に傾き始めた。大石の失墜に代わって大久保次郎左衛門が藩政を主導し、12月25日に菅谷が200石で家老職に復帰した。菅谷の復帰は尊徳の意向でもあった。
天保13年（1842年）1月、烏山仕法が再開されるが。再開された仕法では大きな成果が得られていない。天保13年（1842年）に尊徳が幕府に登用され、烏山と疎遠になったことも一因としてはある。天保15年（1844年）11月に尊徳が菅谷に状況を問い合わせる手紙を送っており、現地の状況が尊徳には伝わっていなかったようである。

### 晩年
弘化2年（1845年）3月、仕法推進派であった菅谷と大久保次郎左衛門の両家老は隠居・御暇となった。尊徳は仕法を藩に引き渡す交渉を行っていたようであるが、藩から仕法の実施ないしは仕法金の返済に関する明確な返答のないまま、仕法は事実上廃止された。
菅谷は尊徳に多額の借金をしたことなどもあり、自責の念から神経症気味になったと言われ、嘉永5年（1852年）に死去する。69歳。墓所は天性寺にある（那須烏山市指定史跡）。